# Raima Sen
Raima Sen, pseudonimo di Raima Dev Varma (Calcutta, 11 novembre 1979), è un'attrice indiana.

## Biografia
Appartiene ad una delle famiglie più importanti di Tollywood: infatti, è la figlia di Moon Moon Sen e la nipote della leggendaria Suchitra Sen.
Anche la sorella, Riya Sen è un'attrice.

## Filmografia parziale
- Dus, regia di Anubhav Sinha (2005)
- Parineeta, regia di Pradeep Sarkar (2005)
- Eklavya: The Royal Guard, regia di Vidhu Vinod Chopra (2006)